# Guidrigildo
Il guidrigildo era, nel diritto penale di alcune popolazioni germaniche, «una somma in denaro che stabiliva il valore teorico di un uomo o di una donna». Rappresentava una indennità congrua, idonea a risarcire il danneggiato e i suoi parenti, commisurato a seconda del valore sociale dell'offeso: un uomo libero valeva, ad esempio, meno di una donna, ma più di uno schiavo. L'istituto del guidrigildo è particolarmente attestato in Italia, dove fu introdotto con l'Editto di Rotari (643).

## Etimologia
Dal longobardo Wergild, il termine, che in tedesco è noto come Wergeld (ma anche Wehrgeld, Wiedergeld, Manngeld e Friedegeld) e in latino come weregildus o compositio, è un sostantivo composto che deriva dall'alto tedesco antico wer ("uomo", cfr. il latino vir) e geld ("prezzo", "denaro", "pagamento") .

## Il guidrigildo presso i Longobardi
L'Editto di Rotari fissava la somma del risarcimento in 900 solidi per gli uomini liberi e 1200 solidi per le donne; l'entità della somma era stabilita in base allo status sociale della vittima. Questa legge rappresentò un passaggio importante nel processo di integrazione tra il diritto longobardo e quello romano; spesso la metà della somma andava alla corte regia.
Il colpevole del reato di omicidio doveva pagare il prezzo intero della vittima alla famiglia di quest'ultimo. In caso di offese o lesioni, la somma da pagare consisteva in frazioni del guidrigildo. Ad esempio, i capitoli 52, 53, 54 dell'Editto di Rotari così recitavano:
paghi per un dente una composizione di 8 solidi.
53. Dell'orecchio tagliato. Se qualcuno taglia un orecchio ad un altro, gli paghi una composizione pari alla quarta parte del suo valore.
54. Della ferita al volto. Se qualcuno provoca una ferita al volto ad un altro, gli paghi una composizione di 16 solidi»
Il guidrigildo fu introdotto per limitare il ricorso alla faida, la vendetta privata della famiglia dell'offeso: